# Jacqueline Boyer
Jacqueline Boyer, nome artístico de Jacqueline Lucienne Éliane Ducos (Paris, 23 de Abril de 1941), é uma cantora e atriz francesa, filha dos cantores Jacques Pills e Lucienne Boyer.
Venceu o Festival Eurovisão da Canção em 1960, aos 18 anos, representando a França com a canção Tom Pillibi, de André Popp (música) e Pierre Cour (letra).

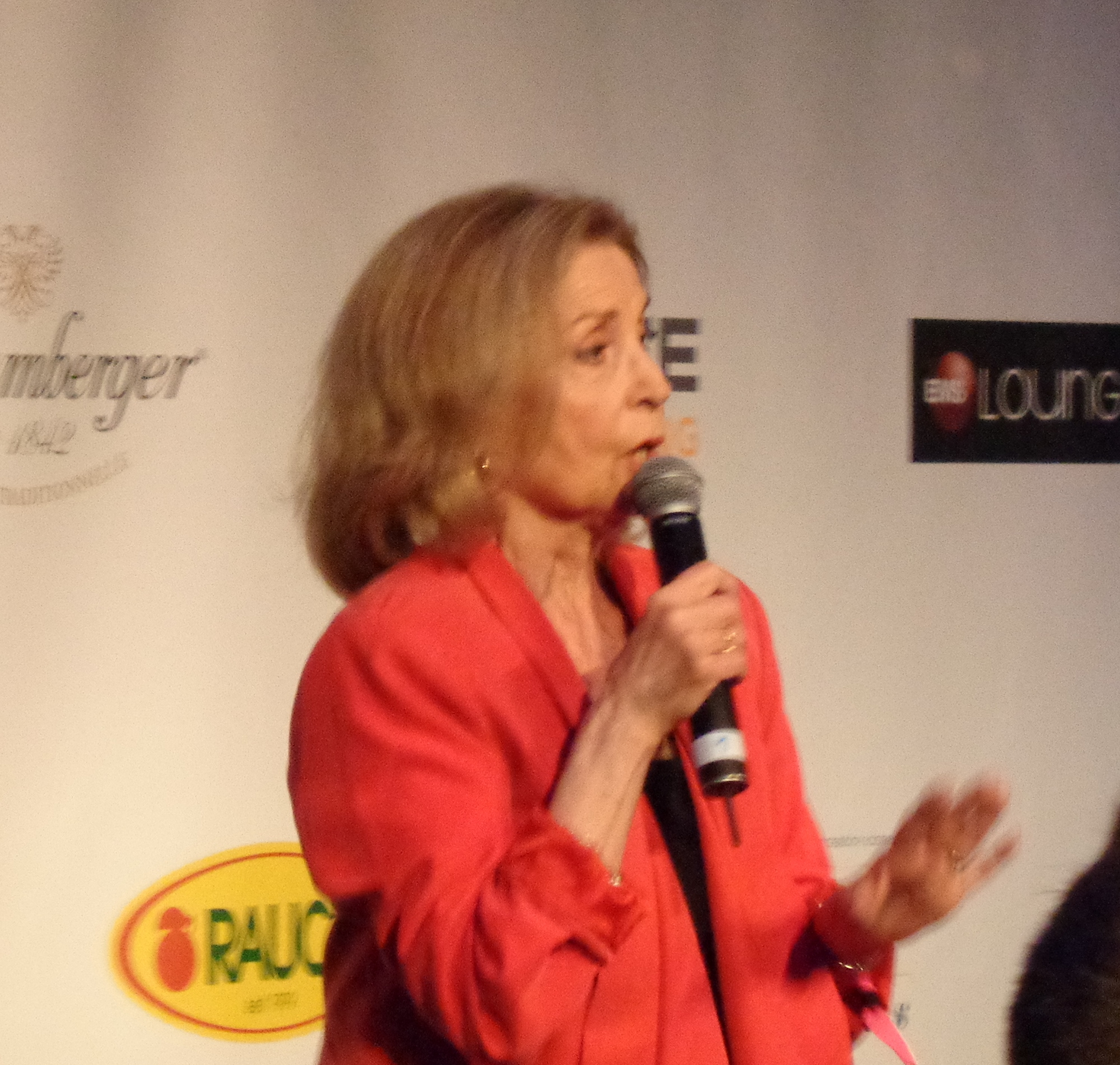
Jacqueline Boyer em Viena (Áustria) em maio de 2015

## Discografia

### Álbuns
- 1959: Tu es le soleil de mon cœur
- 1960: Tom Pillibi
- 1960: Comme au premier jour
- 1961: Cou-couche panier
- 1961: Pépé
- 1961: Il fait gris dans mon cœur
- 1962: Pianissimo
- 1962: Le pont vers le soleil
- 1962: Excusez-moi si j'ai vingt ans
- 1963: D'autres avant toi
- 1964: Typhon
- 1964: Le temps de la vie
- 1966: La mer, la plage
- 1984: Time and Time Again (sob o pseudônimo de Barbara Benton)
- 1990: Parlez-moi d'amour
- 1991: Goldene Schlager Erinnerungen
- 2000: Nuances
- 2002: Tous les visages de Jacqueline Boyer
- 2004: Si quelqu'un vient vous dire
- 2008: Vier kleine Seiten meines Lebens
- 2009: Quatre petites pages de ma vie
- 2010: Chagrin d'amitié

### Singles
- 1960: Tom Pillibi
- 1960: Comme au premier jour
- 1963: Mitsou
- 1963: In der kleinen Bar auf dem Grand-Boulevard
- 1963: Der Pianist hat keine Ahnung (com Peter Weck e Dany Mann)
- 1963: Regenschirm-Song (com Paul Kuhn)
- 1963: Oui, oui, oui
- 1964: Hongkong Mädchen
- 1964: Suleika
- 1965: Butterfly
- 1965: Hör das Signal, Korporal
- 1965: Little Little China-Girl
- 1968: Oh, Cheri Je t'aime
- 1968: Der Mond vom Fudschijama
- 1969: Mein Herz sagt oui
- 1969: Mucho Amore
- 1969: Very Good, C'est Si Bon
- 1969: Moi Moi Moi j'ai de la Chance
- 1971: Nimm dir einen Mann
- 1971: Fang jeden Tag mit Liebe an
- 1971: Il était une fois dans l'ouest
- 1971: Tu as choisi de vivre seul
- 1971: Quentin Durward
- 1971: Kalispera
- 1971: L'eau de la piscine
- 1971: L'amour se porte bien
- 1972: Parlez-vous francais Monsieur
- 1972: Monsieur le Gendarme
- 1972: Mélodie de Paris
- 1976: C'est la vie
- 1983: Life Is New (sob o pseudônimo de Barbara Benton)
- 1984: Time and Time Again (sob o pseudônimo de Barbara Benton)
- 1985: Parlez-moi d'amour (sob o pseudônimo de Barbara Benton)
- 1989: Tour Eiffel
- 2004: La roue tourne

## Filmografia
- 1946: Caravan
- 1960: Das Rätsel der grünen Spinne
- 1960: Soldatensender Calais
- 1960: Schlager-Raketen
- 1960: Gauner-Serenade
- 1966: Der Nächste Urlaub kommt bestimmt
- 1968: Auf den Flügeln bunter Träume
- 1977: Diabolo menthe
- 1979: Flotte Formen - Kesse Kurven
- 1981: So schön wie heut', so müßt' es bleiben